# Anna Kanakis
Anna Kanakis   (Messina, 1 de febrer de 1962 - Roma, 19 de novembre de 2023) va ser una model, actriu i novel·lista italiana, guanyadora del concurs de Miss Itàlia el 1977.

## Biografia
Nascuda a Messina l'any 1962 de pare d'origen grec i mare italiana, va ser coronada Miss Itàlia a Sant'Eufemia d'Aspromonte l'any 1977. Després va participar en Miss Univers 1981.
Va debutar com a actriu l'any 1980 a la comèdia Zucchero, miele e peperoncino de Sergio Martino i va participar en la comèdia Bello di mamma de Rino Di Silvestro el mateix any. El 1982 i el 1983 va interpretar diversos papers secundaris en comèdies de Castellano i Pipolo i Sergio Martino. També va obtenir dues vegades papers principals en pel·lícules de sèrie B de ciència-ficció post-apocalíptica. Amb Enzo G. Castellari, protagonitzà al costat de Fred Williamson, George Eastman i Thomas Moore I nuovi barbari, i amb Sergio Martino feu 2019 - Dopo la caduta di New York, juntament amb George Eastman, Michael Sopkiw, Valentine Monnier i Paolo Maria Scalondro. El 1989, es va unir al repartiment de la sèrie de televisió Oceano i va obtenir un paper secundari per a Luigi Magni.
A la dècada del 1990 va alternar papers al cinema i a la televisió. Al cinema, l'any 1990 va actuar a la comèdia L'avaro de Tonino Cervi, l'adaptació de l'obra de Molière L'avar. Després va treballar amb Salvatore Maira a Riflessi in un cielo scuro, per la que va guanyar una menció a la millor interpretació amb Françoise Fabian a la XII edició de la Mostra de València. El 1994 va interpretar al costat de Richard Anconina i Isabelle Candelier al drama Coma de Denys Granier-Deferre basat en la novel·la homònima de Frédéric Dard.
A la televisió va aparèixer en diverses pel·lícules de televisió, com ara Young Catherine de Michael Anderson, que narra l'ascens al tron de Caterina II de Rússia i en la qual interpreta la comtessa Iekaterina Dàixkova. També participà en diverses sèries de televisió, com La famiglia Ricordi, l'any 1995, en la qual interpreta el paper de l'artista lírica Maria Malibran, o Fine secolo de Gianni Lepre el 1999. Va debutar al teatre l'any 1996 sota la direcció d’Antonello Aglioti en una obra de Barbara Alberti.
L'any 2006 es va incorporar a l'imponent repartiment internacional de la pel·lícula històrica L'inchiesta de Giulio Base, en la que va interpretar el paper de Clàudia Procula, la dona de Ponç Pilat. Participà a la sèrie de televisió Vento di ponente l'any 2002 i al telefilm detectivesc La terza verità de Stefano Reali el 2007. El 2010 va publicar la seva primera novel·la, Sei così mia quando dormi, dedicada a la dona de lletres George Sand. Va escriure la seva segona novel·la el 2011 amb L'amante di Goebbels, que explica la història d'amor de Lída Baarová, una actriu txecoslovaca que va ser amant del ministre de propaganda del Tercer Reich, Joseph Goebbels, entre 1936 i 1938.

## Obra publicada
- Sei così mia quando dormi. L'ultimo scandaloso amore di George Sand (2010)
- L'amante di Goebbels (2011)
- Non giudicarmi (2022)